# Conseil d'État (Monaco)
Pour les articles homonymes, voir Conseil d'État.
Le Conseil d'État (monégasque : Cunsiyu de Statu) est une institution publique monégasque.

## Textes fondateurs
Le Conseil d'État est introduit par l'article 54 au titre VI de la Constitution monégasque de 1962 :

« Le Conseil d'État est chargé de donner son avis sur les projets de lois et d'ordonnances soumis à son examen par le prince.
Il peut être également consulté sur tous autres projets.
Son organisation et son fonctionnement sont fixés par ordonnance souveraine. »

— Article 54 de la Constitution de la Principauté de Monaco
Ses rôles sont réglementés par l'ordonnance no 3.191 du 29 mai 1964 sur l'organisation et le fonctionnement du Conseil d'État dont certains articles ont été modifiés par ordonnance no 1.572 du 5 mars 2008.

## Fonctionnement
Le Conseil d'État fait partie d'un certain nombre d'assemblées et de commissions consultatives de la Principauté. Ses prérogatives lui permettent une contribution efficace à l'élaboration des textes législatifs et réglementaires par la compétence juridique et technique de ses conseillers. Il est ainsi un exemple de « l'intime et nécessaire collaboration de l'autorité souveraine et de l'action gouvernementale dans la gestion du pays ».
Les séances du Conseil d'État ne sont pas publiques. Cependant, il est possible qu'un compte rendu des délibérations approuvées par l'autorité princière soient publiées au Journal de Monaco (journal officiel de la principauté) ; d'autres travaux du Conseil peuvent être également divulgués, avec autorisation du prince, si cela est jugé « utile aux intérêts généraux de la Principauté »,.

## Liste des présidents
Conformément à l'article 3 de l'ordonnance no 3.191 du 29 mai 1964, « le Conseil d'État est, de droit, présidé par le directeur des Services judiciaires ».
| Nom                                      | Date d'entrée en fonction |
| ---------------------------------------- | ------------------------- |
| Les données manquantes sont à compléter. |                           |
| Alain Guillou                            | 1er septembre 2003        |
| Philippe Narmino                         | 14 janvier 2006           |
| Laurent Anselmi                          | 23 septembre 2017         |
| Robert Gelli                             | 21 octobre 2019           |